# 남수중학교
남수중학교(南水中學校)는 경상남도 남해군 삼동면 지족리에 있었던 공립 중학교이다.

## 학교 연혁
- 1938년 3월 31일 : 남해 공립 수산 실수학교 설립인가
- 1938년 5월 7일 : 개교
- 1938년 11월 29일 : 삼동면 미조리 삼정 신축교사 이전
- 1940년 3월 20일 : 제1회 졸업식(졸업생 17명)
- 1949년 12월 13일 : 남해군 삼동면 지족리 194번지로 이전
- 1951년 8월 31일 : 교육법 개정에 따라 6학급 300명 인가
- 1956년 1월 23일 : 남수중학교 미조분교 설립(4.1 인가)
- 1969년 8월 30일 : 남수중학교 물건분교 설립(11.17 인가)
- 1994년 12월 6일 : 학칙 변경(3학급)
- 2018년 2월 9일 : 제78회 졸업식(남 10명, 여 5명 계 15명) 총 졸업자수 7,359명
- 2018년 3월 1일 : 제23대 오세찬 교장 부임
- 2018년 3월 2일 : 2018학년도 입학식(남 7명 ,여 3명 계 10명)
- 2019년 3월 1일 : 고현중학교, 물건중학교와 함께 기숙형 거점 꽃내중학교 개교로 인한 81년만에 폐교

## 참고 자료
- 남수중학교 - 한국교육학술정보원 학교알리미